# Kate Walsh (Musikerin)

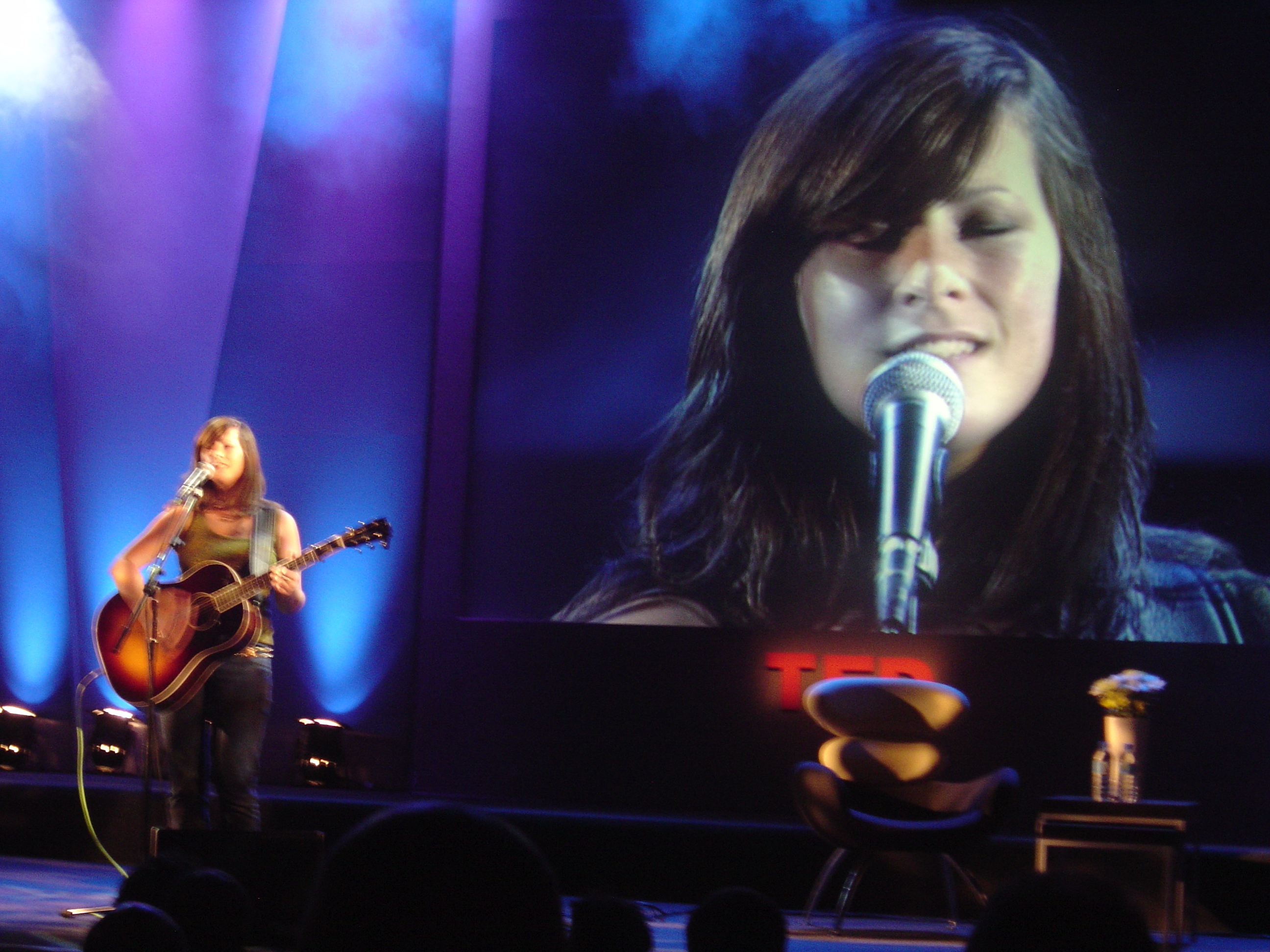
Kate Walsh live (2005)

Kate Walsh (* 20. Februar 1983 in Burnham-on-Crouch, Essex, Vereinigtes Königreich) ist eine britische Musikerin.

## Leben
Walsh wurde in Burnham-on-Crouch geboren, wo sie auch aufwuchs. Durch ihre Eltern und ihre älteren Brüder wurde schon früh ihr Interesse für Musik geweckt. Im Alter von fünf Jahren begann Walsh mit dem Pianospielen. Später absolvierte sie eine Ausbildung als klassische Pianistin beim Brighton Institute of Modern Music. Sie lernte auch das Spielen der Gitarre.
Erste Stücke veröffentlichte sie privat über MySpace. Ihr Debütalbum Clocktower Park erschien 2003 beim Musiklabel Kitchenware Records. Später gründete Walsh ihr eigenes Label Blueberry Pie. 2007 erreichte ihr Album Tim’s House die britischen Top 100 und setzte sich an die Spitze der iTunes-Download-Charts. Ihr Lied Talk of the Town war im März 2007 bei iTunes als Free Single of the Week erhältlich, was ihr einen weiteren Popularitätsschub bescherte.
Auf dem 2010 veröffentlichten Album Peppermint Radio sang Walsh 11 Coverversionen, unter anderem von Prefab Sprout (When Love Breaks Down), Erasure (A Little Respect) und EMF (Unbelievable).
2011 erschien das fünfte Album The Real Thing.

## Diskografie

### Alben
- 2003: Clocktower Park (Kitchenware Records)
- 2007: Tim’s House (Blueberry Pie)
- 2009: Light & Dark (Blueberry Pie)
- 2010: Peppermint Radio (Blueberry Pie)
- 2011: The Real Thing (Blueberry Pie)

### Singles und EPs
- 2007: Don’t Break My Heart (Mercury)
- 2007: Your Song (Mercury)
- 2007: Tonight (Mercury)
- 2008: Live from London (Universal)
- 2009: June Last Year (Blueberry Pie)
- 2009: Acoustic (Blueberry Pie)
- 2010: 1,000 Bees (EMI UK)
- 2011: You Said (feat. Digiverse) (Monologue Records)
- 2012: When You Were Around (feat. Dash Berlin) (Aropa Records)

### Weitere Veröffentlichungen
- 2010: Nite Time (feat. George Acosta) (Aco Music)
- 2011: Me and You (feat. Paul Vinitsky) (Vendace Records)
- 2011: The Night Time (feat. Lamajie) (Only One Records)
- 2011: Right Back (feat. Sensetive5) (Neuroscience Deep)